# Danijel Djuric
Danijel Djuric (en serbe en écriture cyrillique : Данијел Ђурић), né le 5 janvier 2003 à Varna, est un footballeur international islandais d'origine serbe qui évolue au poste de milieu de terrain au NK Istra 1961.

## Biographie
Danijel Djuric est né à Varna en Bulgarie, mais arrive en Islande dès l'âge de 2 ans où il suit son père, footballeur serbe passé par le Tindastól et le Hvöt, où Danijel va justement commencer à jouer au football,.
Sa famille déménageant ensuite à Kópavogur, et le jeune footballeur passe ainsi par le Breiðablik, avant de rejoindre à l'âge de 15 ans le centre de formation du FC Midtjylland, au Danemark,.

### Carrière en club
Après avoir passé trois ans au FC Midtjylland Danijel Djuric décide de rejoindre le Víkingur Reykjavik lors de l'été 2022, pour commencer sa carrière professionnelle en Islande,. 
Il joue son premier match avec l'équipe première du club le 26 juillet 2022, à l'occasion d'une rencontre de qualification à la Ligue Europa Conférence contre le club gallois The New Saints. Il remplace Birnir Snær Ingason lors du match nul 0-0 de son équipe qui permet de remporter la double confrontation et de passer au tour suivant,. Il devient ensuite un buteur régulier avec l'équipe de première division islandaise,,.

### Carrière en sélection
Déjà international islandais dans toutes les équipes junior,, Danijel Djuric est convoqué pour la première fois avec l'équipe nationale d'Islande senior en novembre 2022. Il honore sa première sélection le 11 novembre 2022, à l'occasion d'un match amical contre la Corée du Sud. Il est titulaire lors de la défaite 1-0 de son équipe contre le pays qui s'apprête à participer à la Coupe du monde,,.

## Palmarès
Víkingur Reykjavik
- Coupe d'Islande
  - Vainqueur en 2022